# Kim Geun-tae
Kim Geun Tae (hangeul 김근태, hanja 金槿泰) est un homme politique sud-coréen, né le 14 février 1947 à Bucheon et mort le 30 décembre 2011 à Séoul. Il a été ministre de la Santé et des Affaires sociales du 30 juin 2004 au 20 avril 2006

## Le militant pour la démocratie
Étudiant en sciences économiques à l'université nationale de Séoul, il a présidé la Fédération de la jeunesse démocratique, opposée au régime militaire. Ses activités politiques l'ont conduit à être torturé et emprisonné en 1985. Il a décrit la torture policière dans un ouvrage à grand succès en Corée du Sud, « Namyungdong ».
Lui et sa femme, Chae Keun, ont reçu le prix Robert F. Kennedy des droits de l'homme en 1987.
Après avoir reçu le soutien de parlementaires américains pendant son emprisonnement, il a été un des dirigeants de la « Chunminryun » (Alliance nationale démocratique de Corée), qui a milité pour la démocratisation de la Corée du Sud.

## La carrière politique
Élu pour la première fois député en 1996, ancien ministre de la santé et des affaires sociales, il a dirigé le parti uri, parti majoritaire qui soutenait le président Roh Moo-hyun, contre lequel il avait été candidat malheureux à l'investiture du Parti démocratique du millénaire en vue de l'élection présidentielle de 2002.
En octobre 2006, il a franchi le 38e parallèle pour se rendre dans la zone industrielle de Kaesong située en Corée du Nord. Ce déplacement, au cours duquel il a fraternisé avec ses compatriotes nord-coréens, a été critiqué par l'opposition conservatrice du Grand parti national.